# Горња Река (Јастребарско)
Горња Река је насељено место у Републици Хрватској у Загребачкој жупанији. Административно је у саставу Јастребарског.
Насеље се налази на надморској висини од 90 метара, а простире се на површини од 2,80 км2.

## Становништво
На попису становништва 2011. године, Горња Река је имала 359 становника.
Према попису становништва из 2001. године у насељу Горња Река живело је 324 становника који су живели у 101 породична домаћинства. Густина насељености је 115,71 становника на км2
Кретање броја становника по пописима 1857—2001.
| година пописа  | 1857. | 1869. | 1880. | 1890. | 1900. | 1910. | 1921. | 1931. | 1948. | 1953. | 1961. | 1971. | 1981. | 1991. | 2001. |
| бр. становника | 231   | 0     | 0     | 309   | 347   | 0     | 0     | 0     | 314   | 382   | 372   | 361   | 330   | 352   | 324   |

Напомена: У 1869, 1880. и од 1910. до 1931. подаци су садржани у насељу Доња Река. Види напомену код насеља Доња Река.

## Попис1991.
На попису становништва 1991. године, насељено место Горња Река је имало 352 становника, следећег националног састава:
| Попис 1991.‍ | Попис 1991.‍ | Попис 1991.‍ | Попис 1991.‍ | Попис 1991.‍ |
| ----------- | ----------- | ----------- | ----------- | ----------- |
|             |             |             |             |             |
| Хрвати      | Хрвати      |             | 343         | 97,44%      |
| Немци       | Немци       |             | 1           | 0,28%       |
| Словенци    | Словенци    |             | 1           | 0,28%       |
| непознато   | непознато   |             | 7           | 1,98%       |
| укупно: 352 |             |             |             |             |